# We're Only in It for the Money
We're Only in It for the Money is het derde album van Frank Zappa met The Mothers of Invention. Het werd uitgebracht in 1968 en bevat net als hun vorige albums een mix van experimentele rock, satire, doo-wop en surfrock, vervlochten met citaten uit de pop en de moderne klassieke muziek. De albumhoes is een persiflage op de hoes van Sgt. Pepper's Lonely Hearts Club Band, het album van The Beatles uit 1967. Kant 1 van het album is voornamelijk cabaret en satire, kant 2 bevat allerlei geluidsexperimenten met vervormde stemmen en instrumenten.
Het album werd meerdere malen gecensureerd, zelfs de albumhoes werd in eerste instantie verhuisd naar de binnenkant. Teksten werden zowel met als zonder Zappa's medeweten aangepast.

## Achtergrond en opname
We're Only in It for the Money is onderdeel van Zappa's project No Commercial Potential, waartoe hij ook de albums Lumpy Gravy, Cruising with Ruben & the Jets en Uncle Meat toe rekent.
Op 6 maart 1967 vond in de TTG Studios in Hollywood een eerste opname plaats van "Who Needs the Peace Corps?", waarna van 14 tot 16 maart in de Capitol Studios onder leiding van Sid Sharpe de sessies met een groot orkest werden opgenomen. Van juli tot september vonden de opnamen plaats in de Mayfair Studios in New York. In oktober vonden in de Apostolic Studios in New York de slotsessies opgenomen.
Tijdens de opnames ontdekte Zappa dat de snaren van de vleugelpiano in de Apostolic Studios resoneerden als iemand in de buurt van die snaren sprak. Zappa liet als experiment een aantal sprekers dialogen improviseren over onderwerpen naar Zappa's keuze. Naast Motorhead Sherwood en Roy Estrada waren Eric Clapton, Rod Stewart en Tim Buckley gastsprekers. Andere "pianomensen" waren Spider Barbour, All-Night John (de manager van de studio) en Louis Cuneo, die bekend stond om zijn lach, die klonk als een "psychotische kalkoen".

## Albumhoes
Hoesontwerper Cal Schenkel en fotograaf maakten de collage voor de albumhoes, die een parodie was op Sgt. Pepper's Lonely Hearts Club Band. Zappa belde Paul McCartney en vroeg toestemming voor de parodie, maar die vond het een probleem voor zijn platenmaatschappij (Capitol in de VS). Capitol maakte bezwaar en Verve besloot na vijf maanden het album uit te brengen met een omgekeerde hoesillustratie, waarbij de parodie-hoes als binnenhoes werd gebruikt.

## Versies
Vanaf 1968 bestaan er al meerdere versies van het album, versies zowel met als zonder medeweten van Zappa gecensureerd, zowel in de gezongen tekst als geprint op de muziekteksten op de albumhoes. In de jaren 1980 (voor het cd-tijdperk) werden Zappa's eerste albums als "Old Master Boxes" geremasterd en opnieuw uitgebracht. Bas en drumpartijen werden vernieuwd.

## Track listing
Alle muziek en teksten zijn geschreven door Frank Zappa. 
| 1.                 | Are You Hung Up?                                                         | 1:23 |
| 2.                 | Who Needs the Peace Corps?                                               | 2:34 |
| 3.                 | Concentration Moon                                                       | 2:22 |
| 4.                 | Mom & Dad                                                                | 2:16 |
| 5.                 | Telephone Conversation (opgenomen in "Bow Tie Daddy" op de originele LP) | 0:48 |
| 6.                 | Bow Tie Daddy                                                            | 0:33 |
| 7.                 | Harry, You're a Beast                                                    | 1:22 |
| 8.                 | What's the Ugliest Part of Your Body?                                    | 1:03 |
| 9.                 | Absolutely Free                                                          | 3:24 |
| 10.                | Flower Punk                                                              | 3:03 |
| 11.                | Hot Poop                                                                 | 0:26 |
| Totale duur: 19:14 |                                                                          |      |

| 1.                       | Nasal Retentive Calliope Music                                                         | 2:03 |
| 2.                       | Let's Make the Water Turn Black                                                        | 2:01 |
| 3.                       | The Idiot Bastard Son                                                                  | 3:18 |
| 4.                       | Lonely Little Girl (vermeld als "It's His Voice on the Radio" op de originele LP-hoes) | 1:09 |
| 5.                       | Take Your Clothes Off When You Dance                                                   | 1:35 |
| 6.                       | What's the Ugliest Part of Your Body? (Reprise)                                        | 0:57 |
| 7.                       | Mother People                                                                          | 2:32 |
| 8.                       | The Chrome Plated Megaphone of Destiny                                                 | 6:25 |
| Totale duur: 20:00 39:15 |                                                                                        |      |

## Musici
The Mothers of Invention
- Frank Zappa – gitaar, zang, muzikale leiding
- Jimmy Carl Black – drum, zang
- Roy Estrada – basgitaar, zang
- Billy Mundi – drums, percussie
- Don Preston – keyboards
- Bunk Gardner – houtblaasinstrumenten
- Ian Underwood - piano
- Jim 'Motorhead' Sherwood - blaasinstrumenten

## Productie
Production
- Frank Zappa – producer, arrangeur
- Sid Sharp - orkestdirigent
- Gary Kellgren – engineer
- Dick Kunc – remix
- Cal Schenkel – hoesontwerp

## Edison
Tijdens de tweede Europese tour in oktober 1968 traden de Mothers op in Nederland. Ter ere hiervan werd We're Only in It for the Money vroegtijdig onderscheiden met een Edison. Toen Zappa de in Nederland uitgebrachte persing met de hem onbekende coupures hoorde, weigerde hij het beeldje.